# Altan Gördüm
Altan Gördüm (Adana, 1 de diciembre de 1958) es un actor turco, conocido por interpretar el papel de Haşmet Çolak en la serie Bir Zamanlar Çukurova.

## Biografía
Altan Gördüm nació el 1 de diciembre de 1958 en Adana (Turquía), de madre Nurten Gördüm, y además de actuar también se dedica al teatro.

## Carrera
Altan Gördüm en 1978 se matriculó en la facultad de ciencias políticas de la Universidad de Ankara. En 1979 y 1980 asistió a los cursos del Ankara Art Theatre. Hasta la temporada 1995-1996 trabajó en la AST como actor, director, manager y entrenador. Entre 1996 y 2000 vivió en Esmirna por motivos privados. En 2000, por invitación recibida del teatro estatal, se unió al personal del teatro estatal de Ankara de la cuota de artistas capacitados. Más tarde participó en muchas actuaciones en el teatro de arte de Ankara.
Además del teatro también ha actuado en series de televisión como en 2000 en Yilan Hikayesi, de 2004 a 2006 en Hayat bilgisi, de 2007 a 2009 en Kavak Yelleri, en 2011 en Canim babam, en 2013 en Muhteşem Yüzyıl y en Beni Böyle Sev, en 2018 en GIF, en 2020 en Gel Dese Ask, en 2021 en Mevlana en 2022 en Bir Zamanlar Çukurova y en Yalniz Kurt, en 2023 en Rumi, en Aktris y en Magarsus y en 1994 en la miniserie Kurtulus. También ha actuado en películas como en 1994 en Ziller, en 2006 en Ilk Ask, en 2008 en Devrim Arabalari, en 2009 en Ask Geliyorum Demez, en 2011 en Devrimden sonra y en Labirent, en 2012 en Çakallarla Dans 2: Hastasiyiz Dede, en 2013 en Seytan-i racim, en Benimle Oynar misin? y en Derin Düsün-ce, en 2014 en Yunus Emre: Askin Sesi, en 2016 en Somuncu Baba: Askin Sirri, en Deliormanli, en Yildizlar da Kayar: Das Borak y en Joypad. En el 2016 participó en el video musical Kaderimsin de Murat Evgin y Öykü Gürman, y también actuó en cortometrajes como en 2019 en Yalan Sanati y en 2020 en Berzah.

## Vida personal
Altan Gördüm de 1991 a 2013 estuvo casado con la actriz Vahide Perçin, con quien tuvo una hija llamada Alize, nacida en 1994.

## Filmografía

### Cine
| Año  | Título                             | Personaje        | Director              |
| ---- | ---------------------------------- | ---------------- | --------------------- |
| 1994 | Ziller                             |                  | Eser Zorlu            |
| 2006 | Ilk Ask                            | Ziya             | Nihat Durak           |
| 2008 | Devrim Arabalari                   | Recep            | Tolga Örnek           |
| 2009 | Ask Geliyorum Demez                | Erdogan Akbayrak | Murat Seker           |
| 2011 | Devrimden sonra                    |                  | Mustafa Kenan Aybasti |
| 2011 | Labirent                           | Yousuf Zawas     | Tolga Örnek           |
| 2012 | Çakallarla Dans 2: Hastasiyiz Dede | Tayyar Abi       | Murat Seker           |
| 2013 | Seytan-i racim                     | Bakirci Mehmet   | Arkin Aktaç           |
| 2013 | Benimle Oynar misin?               | Okul Müdürü      | Aydin Bulut           |
| 2013 | Derin Düsün-ce                     |                  | Çagatay Tosun         |
| 2014 | Yunus Emre: Askin Sesi             | Kürsat Kizbaz    |                       |
| 2016 | Somuncu Baba: Askin Sirri          | Mahmud Mazdekani | Kürsat Kizbaz         |
| 2016 | Deliormanli                        | Bob Fisher       | Murat Seker           |
| 2016 | Yildizlar da Kayar: Das Borak      |                  | Levent Görgeç         |
| 2016 | Joypad                             | Kurucu           | Baturalp Bekar        |

### Televisión
| Año       | Título                | Personaje        | Notas         |
| --------- | --------------------- | ---------------- | ------------- |
| 1994      | Kurtulus              | Lt.Col. Naci Bey | 2 episodios   |
| 2000      | Yilan Hikayesi        | Kiliç Mehmet     | 8 episodios   |
| 2004-2006 | Hayat bilgisi         | Panzer Emin      | 75 episodios  |
| 2007-2009 | Kavak Yelleri         | Kamil Zeybek     | 170 episodios |
| 2011      | Canim babam           | Hadi             | 2 episodios   |
| 2013      | Muhteşem Yüzyıl       | Bekir Aga        | 4 episodios   |
| 2013      | Beni Böyle Sev        | Reha Karatepe    | 32 episodios  |
| 2018      | GIF                   | Kuzey Baba       | 2 episodios   |
| 2020      | Gel Dese Ask          | Sabri            | 4 episodios   |
| 2021      | Mevlana               |                  |               |
| 2022      | Bir Zamanlar Çukurova | Haşmet Çolak     | 28 episodios  |
| 2022      | Yalniz Kurt           | Harun Karacabey  | 12 episodios  |
| 2023      | Rumi                  |                  |               |
| 2023      | Aktris                | 2 episodios      |               |
| 2023      | Magarsus              | ¿? episodios     |               |

### Cortometrajes
| Año  | Título       | Personaje  | Director     |
| ---- | ------------ | ---------- | ------------ |
| 2019 | Yalan Sanati | Hamit Hoca | Ahmet Sagit  |
| 2020 | Berzah       | Father     | Deren Ercenk |

### Video musical
| Año  | Título     | Artista                   | Director    |
| ---- | ---------- | ------------------------- | ----------- |
| 2016 | Kaderimsin | Murat Evgin y Öykü Gürman | Murat Evgin |

## Teatro
- Sihirli Giysi de Adem Atar, en el teatro de arte de Ankara (1981)
- Rumuz Goncagül de Oktay Arayıcı, en el teatro de arte de Ankara (1981)
- Küçük Adam Ne Oldu Sana de Hans Fallada, en el teatro de arte de Ankara (1981)
- Resimli Osmanlı Tarihi, dirigida por Turgut Özakman, en el teatro de arte de Ankara (1982)
- Rüyadaki Oyuncaklar, dirigida por Metin Coşkun y Adem Atar, en teatro de arte de Ankara (1982)
- Ayının Fendi Avcıyı Yendi, dirigida por Muharrem Buhara, en el teatro de arte de Ankara (1982)
- Galile'nin Yaşamı de Bertolt Brecht, en el teatro de arte de Ankara (1983)
- Taziye de Murathan Mungan, en el teatro de arte de Ankara (1983)
- Mızıkçı de Ahmet Önel, en el teatro de arte de Ankara (1983)
- Misafir de Bilgesu Erenus, en el teatro de arte de Ankara (1984)
- Bir Şehnaz Oyun, dirigida por Turgut Özakman, en el teatro de arte de Ankara (1984)
- Bir Ceza Avukatının Anıları de Faruk Eren, en el teatro de arte de Ankara (1984)
- Cesur Aslan ve Sevgi de Ayşe Özgürmez, dirigida por Yaşar Akın, en el teatro de arte de Ankara (1984)
- Nafile Dünya, dirigida por Oktay Arayıcı, en teatro de arte de Ankara (1985)
- Bir Halk Düşmanı de Henrik İbsen, en el teatro de arte de Ankara (1985)
- Zamlar Ban Karşı de Yılmaz Onay, en el teatro de arte de Ankara (1986)
- Sonuncular de Maxim Gorky, en el teatro de arte de Ankara (1987)
- Sacco ile Vanzetti de Howard Fast, en el teatro de arte de Ankara (1988)
- Yusuf ile Menofis de Nâzım Hikmet, en el teatro de arte de Ankara (1989)
- Mephisto de Klaus Mann, en el teatro de arte de Ankara (1989)
- Ayak Takımı Aarasında de Maksim Gorky, en el teatro de arte de Ankara (1990)
- Yolcu de Nâzım Hikmet, en el teatro de arte de Ankara (1991)
- Dünyadaki Oyuncaklar de Metin Coşkun, dirigida por Adem Atar, en teatro de arte de Ankara (1992)
- Yer Demir Gök Bakır de Yaşar Kemal, en el teatro de arte de Ankara (1993)
- Sakıncalı Piyade de Uğur Mumcu, en el teatro de arte de Ankara (1993)
- Pazar Keyfi de G. Mitchelle, en el teatro de arte de Ankara (1994)
- Koltuk Düşkünü de Ivan Vazov, en el teatro de arte de Ankara (2001)
- Cengiz Han'ın Bisikleti, dirigida por Refik Erduran, en el teatro estatal de Ankara (2001)
- Murtaza de Orhan Kemal, en el teatro estatal de Ankara (2002)
- Ayrılık, dirigida por Behiç Ak, en el teatro estatal de Ankara (2002)
- Her Şeye Rağmen Elele, dirigida por Refik Erduran, en el teatro estatal de Ankara (2007)
- Kızıl Ötesi Aydınlık, dirigida por Civan Canova (2013)

## Premios y reconocimientos
| Año  | Premio                                | Categoría   | Trabajo          | Resultado | Notas                                                                                               |
| ---- | ------------------------------------- | ----------- | ---------------- | --------- | --------------------------------------------------------------------------------------------------- |
| 2009 | Sadri Alisik Theatre and Cinema Award | Mejor actor | Devrim Arabalari | Ganador   | Junto con Ali Düsenkalkar, Halit Ergenç, Selçuk Yöntem, Serhat Tutumluer, Taner Birsel y Onur Ünsal |